# Patrimoni dell'umanità dell'Ungheria
I patrimoni dell'umanità dell'Ungheria sono i siti dichiarati dall'UNESCO come patrimonio dell'umanità in Ungheria, la quale è divenuta parte contraente della Convenzione sul patrimonio dell'umanità il 15 luglio 1985.
Al 2020 i siti iscritti nella Lista dei patrimoni dell'umanità sono otto, mentre undici sono le candidature per nuove iscrizioni. I primi due siti, Budapest, le sponde del Danubio e il quartiere del Castello di Buda (poi ampliato nel 2002) e l'antico villaggio di Hollókő ed i suoi dintorni, furono iscritti nella lista nel 1987, durante l'undicesima sessione del comitato del patrimonio mondiale. Gli altri siti furono aggiunti nel 1995, 1996, 1999, 2000, 2001 e 2002. Sette siti sono considerati culturali, secondo i criteri di selezione, e uno naturale; due sono parte di siti transnazionali.

## Siti del Patrimonio mondiale
| Foto | Sito                                                                                 | Luogo                                                                                                  | Tipo                     | Anno        | Descrizione |
| ---- | ------------------------------------------------------------------------------------ | --- | ------------------------ | ----------- | --- |
|      | Budapest, con le sponde del Danubio, il quartiere del Castello di Buda e Andrássy út | Budapest                                                                                               | Culturale (400; ii, iv)  | 1987-2002   | Questo sito include i resti di monumenti come la città romana di Aquincum e il gotico castello di Buda, che hanno avuto una notevole influenza sull'architettura di vari periodi. È uno dei paesaggi urbani eccezionali del mondo e illustra i grandi periodi della storia della capitale ungherese. L'ampliamento del 2002 ha aggiunto l'area del monumentale viale Andrássy út. |
|      | Antico villaggio di Hollókő ed i suoi dintorni                                       | Hollókő                                                                                                | Culturale (401; v)       | 1987        | Hollokö è un eccezionale esempio di insediamento tradizionale conservato deliberatamente. Questo villaggio, sviluppatosi principalmente durante il XVII e il XVIII secolo, è un esempio vivente di vita rurale prima della rivoluzione agricola del XX secolo. |
|      | Grotte del Carso di Aggtelek e del Carso slovacco                                    | Contea di Borsod-Abaúj-Zemplén (altri 3 sono in Slovacchia)                                            | Naturale (725; viii)     | 1995(-2000) | La varietà delle formazioni e il fatto che siano concentrate in un'area ristretta fa sì che le 712 grotte attualmente individuate costituiscano un tipico sistema carsico di zona temperata. Poiché mostrano una combinazione estremamente rara di effetti climatici tropicali e glaciali, consentono di studiare la storia geologica per decine di milioni di anni. La parte ungherese del sito comprende quattro componenti: l'area di Aggtelek, la collina di Szendrő-Rudabánya, la collina di Esztramos e l'altopiano di Plešivec. |
|      | Monastero benedettino millenario di Pannonhalma e il suo ambiente naturale           | Pannonhalma                                                                                            | Culturale (758; iv, vi)  | 1996        | I primi monaci benedettini si stabilirono qui nel 996. Successivamente convertirono gli ungheresi, fondarono la prima scuola del paese e, nel 1055, scrissero il primo documento in ungherese. Dal momento della sua fondazione, questa comunità monastica ha promosso la cultura in tutta l'Europa centrale. La sua storia millenaria è testimoniata dal susseguirsi degli stili architettonici degli edifici monastici (i più antichi risalenti al 1224), che ancora oggi ospitano una scuola e la comunità monastica.               |
|      | Parco nazionale di Hortobágy - la Puszta                                             | Contea di Borsod-Abaúj-Zemplén, Contea di Heves, Contea di Hajdú-Bihar, Contea di Jász-Nagykun-Szolnok | Culturale (474; iv, v)   | 1999        | Il paesaggio culturale della Puszta di Hortobágy è costituito da una vasta area di pianure e zone umide dell'Alföld nell'Ungheria orientale. L'Hortobágy è la più ampia area produttiva ungherese, nonché la più grande prateria rimasta in Europa centrale. Le forme tradizionali di uso del suolo, come il pascolo degli animali domestici, sono presenti in questa società pastorale da più di due millenni. |
|      | Cimitero paleocristiano di Pécs (Sopianae)                                           | Pécs                                                                                                   | Culturale (853; iii, iv) | 2000        | Nel IV secolo fu costruita una serie notevole di tombe decorate nel cimitero della città provinciale romana di Sopianae (moderna Pécs). Questi sono importanti sia strutturalmente che architettonicamente, poiché sono stati costruiti come camere sepolcrali sotterranee con cappelle commemorative fuori terra. Le tombe sono importanti anche dal punto di vista artistico, poiché riccamente decorate con pitture murali di eccezionale qualità raffiguranti temi cristiani.                                                      |
|      | Paesaggio culturale del lago di Fertő/Neusiedl                                       | Contea di Győr-Moson-Sopron (condiviso con Austria)                                                    | Culturale (772; v)       | 2001        | La zona del Lago di Fertö / Neusiedl è da otto millenni luogo d'incontro di culture diverse. Lo dimostra graficamente il suo paesaggio variegato, risultato di una simbiosi evolutiva tra l'attività umana e l'ambiente fisico. La particolare architettura rurale dei villaggi che circondano il lago e diversi palazzi del XVIII e XIX secolo si aggiungono al notevole interesse culturale della zona. |
|      | Paesaggio culturale della regione storica del vino Tokaj                             | Contea di Borsod-Abaúj-Zemplén                                                                         | Culturale (1063; iii, v) | 2002        | Il paesaggio culturale di Tokaj dimostra graficamente la lunga tradizione della produzione di vino in questa regione di basse colline e valli fluviali. L'intricato schema di vigneti, fattorie, villaggi e piccole città, con le loro reti storiche di profonde cantine, illustra ogni aspetto della produzione dei famosi vini Tokaj, la cui qualità e gestione sono state rigorosamente regolamentate per quasi tre secoli. |

## Siti candidati
| Foto | Sito                                                                                  | Luogo | Tipo                             | Anno       | Descrizione |
| ---- | ------------------------------------------------------------------------------------- | --- | -------------------------------- | ---------- | --- |
|      | Castello-fortezza medievale di Esztergom                                              | Esztergom | Culturale (277)                  | 11/08/1993 | Sotto la Basilica di Esztergom, ai margini della collina si trovano le antiche mura e bastioni - i resti del castello di Esztergom. I resti di una sezione del palazzo reale e del castello che erano stati costruiti durante il dominio ottomano erano stati sepolti nel terreno fino agli anni '30. |
|      | Grotte del sistema carsico termale di Buda                                            | Budapest | Naturale (282; viii)             | 11/08/1993 | Il sistema carsico termale dell'area di Rozsadomb è situato in un'area urbanizzata, sotto la capitale (collina di Buda). Il sito candidato comprende sei grotte: Pal-volgy, Szemlo-hegy, Ferenc-hegy, Matyas-hegy, Jozsef-hegy e Molnar Janos. |
|      | Tenuta della Scuderia di Stato di Mezőhegyes                                          | Mezőhegyes | Culturale (1500; iii, iv)        | 28/12/2000 | L'istituto della scuderia, poi tenuta della scuderia, fondata dall'imperatore Giuseppe II nel 1784, è stato un importante centro ed esempio organizzativo di allevamento di cavalli e zootecnia di altissimo livello. I primi edifici della tenuta furono costruiti in breve tempo, sviluppandosi poi in un complesso architettonico e agricolo unico. Oltre al valore delle razze di cavalli (razza Nonius, Gidran, meticcio Mezohegyes) allevate lì, anche l'architettura del complesso è di notevole valore. |
|      | Fossili di Ipolytarnóc                                                                | Ipolytarnóc | Naturale (1502; vii, viii)       | 28/12/2000 | L'area di conservazione della natura dei fossili di Ipolytarnóc conserva, all'interno di una superficie relativamente piccola, fenomeni geologici e paleontologici singolari, con le caratteristiche e la complessità del periodo Neogene. Dai sedimenti marini poco profondi di 24 milioni di anni alle rocce vulcaniche di 19 milioni di anni, gli strati dell'area coprono una parte molto importante della storia geologica con abbondanti contenuti fossili famosi in tutto il mondo. Le colate di tufo e riolite hanno conservato la morfologia originaria della superficie terrestre, la vegetazione e le tracce della fauna del paleoambiente seppellito. |
|      | Sistema di fortificazioni alla confluenza dei fiumi Danubio e Váh a Komárno - Komárom | Komárom (Komárno si trova in Slovacchia) | Culturale (1498; i, ii, iv, v)   | 12/01/2007 | L'area delle "città gemelle" di Komárom e Komárno situata sulle sponde del Danubio, alla confluenza col fiume Váh, fin dall'antichità è stata un importante punto di passaggio. Le fortezze e le città romane Brigetio e Celamantia sul Limes romano pannonico furono fiorenti e attive tra il I e il IV secolo d.C. A partire dal X secolo, la città si sviluppò e la sua famosa Fortezza Vecchia - rafforzata dopo l'invasione mongola nel 1424 - divenne un importante elemento difensivo a protezione del crocevia militare e commerciale sul fiume. Nel corso dei secoli il sistema difensivo è stato più volte rinnovato fino alla sistemazione definitiva completata nel 1890, poco prima che perdesse la sua importanza. La parte ungherese del sito comprende tre componenti: Forte Monostorm, Forte Csillag e Forte Igmándi. |
|      | Architettura pre-moderna indipendente di Ödön Lechner                                 | Budapest, Kecskemét | Culturale (5366; i, ii, iii, iv) | 26/05/2008 | Ödön Lechner produsse un nuovo stile di costruzione, anticipando grandi personaggi dell'architettura mondiale, rivalutando i motivi vernacolari, elevandoli e inserendoli nel regno dell'architettura monumentale. Cercando una connessione tra ornamenti orientali e forme ungheresi, ha creato un'architettura distintiva e ha arricchito la cultura universale attraverso la filosofia artistica della sua arte creativa. Attraverso le sue fantasie architettoniche vivaci e la sua influenza su numerosi seguaci ha creato tesori culturali eccezionali. Tra essi, il sito comprende cinque edifici: il Museo d'arte applicata, la Chiesa di San Ladislao a Kőbánya, l'Istituto Geologico di Stato, l'Edificio della Cassa di Risparmio Postale e il Municipio di Kecskemét. |
|      | Frontiere dell'Impero romano - Ripa Pannonica in Ungheria                             | Contea di Baranya, Contea di Bács-Kiskun, Contea di Fejér, Contea di Győr-Moson-Sopron, Contea di Komárom-Esztergom, Contea di Pest, Contea di Tolna | Culturale (5452; ii, iii, iv)    | 22/06/2009 | Parte di una serie di siti che documentano lo sviluppo del Limes romano e delle fortificazioni che si trovavano lungo il suo percorso. Questo sito documenta le varie opere di difesa della provincia pannonica lungo la riva destra del Danubio e include una grande quantità di resti di fortificazioni e torri di guardia che si estendono per 415 km da nord a sud, comprendendo anche alcuni forti sulle isole del fiume e alcune teste di ponte sulla riva sinistra. |
|      | Rete degli edifici del patrimonio rurale in Ungheria                                  | | Culturale (6264; ii, iii, vi)    | 31/08/2017 | La "Rete ungherese delle case di campagna" è nata a metà del XX secolo per preservare questo complesso patrimonio nella sua forma originale. Il suo concetto era basato sull'idea che il modo migliore per conservare il loro valore è quello di mantenere e presentare gli edifici nella loro posizione originale, accompagnati dal loro ambiente originale completo e da tutti gli accessori della vita che hanno visto una volta. Questo obiettivo è in parte raggiunto in chiave museale: le case di campagna sono collezioni etnografiche all'aperto che, accompagnate da oggetti raccolti e conservati in situ, presentano la cultura materiale tradizionale di un dato insediamento o regione attraverso interni domestici (esposti in edifici che sono essi stessi importanti dal punto di vista dell'architettura vernacolare) e a volte anche officine, fabbricati agricoli o strutture industriali più semplici. In teoria, 145 edifici o insiemi di edifici rispettano il duplice criterio del controllo professionale a livello nazionale sia dell'edificio che dei suoi arredi in Ungheria. |
|      | Le sedi reali a Esztergom e Visegrád con le ex-Foreste reali dei Monti Pilis          | Contea di Komárom-Esztergom, Contea di Pest | Culturale (6267; ii, iii, iv, v) | 31/08/2017 | L'area di Pilis si trova "nel mezzo" (medium regni) dell'ex-Regno d'Ungheria. Più o meno coincide con la contea di Pilis del regno e con la parte dell'attuale Parco nazionale del Danubio-Ipoly che si trova a sud del Danubio. Le città più importanti dell'Ungheria medievale si trovano al "perimetro" dell'area: Esztergom, la prima sede reale (fino al 1249) e sede arcivescovile, e Visegrád, che fu sede reale dal 1323 al 1410 (oltre a Buda, capitale dal XV secolo e Székesfehérvár, la città delle incoronazioni e luogo di sepoltura dei sovrani d'Ungheria). La zona di Pilis è un paesaggio storico di straordinaria importanza: modificato, ma non mutato nella sua essenza, nel corso dei secoli, è un esempio conservato in modo unico di un complesso di terre della corona e foreste stabilito nel Medioevo. |
|      | Campanili in legno nella regione dell'alto Tibisco                                    | Contea di Szabolcs-Szatmár-Bereg | Culturale (6268; ii, iii, iv)    | 31/08/2017 | L'architettura in legno e la costruzione di torri in legno nella regione dell'alto corso del Tibisco iniziarono a fiorire tra il XVII e il XVIII secolo. Anche le precedenti chiese in pietra furono spesso ricostruite in legno nel paese, impoverito a causa della devastazione durante la sottomissione turca. Inoltre la Riforma e la Controriforma diedero un grande impulso all'uso del legno nelle costruzioni perché le congregazioni cacciate dalle loro chiese, prima cattoliche poi quelle delle chiese riformate, costruirono i loro nuovi edifici ecclesiastici in legno. Oggi in Ungheria non si trovano chiese in legno nella loro posizione originale; solo i campanili sono sopravvissuti, creando le reliquie più monumentali di una fiorente tradizione di carpenteria. La proposta per l'inclusione nella lista del patrimonio mondiale comprende gli esempi più notevoli dei campanili in legno della Chiesa riformata di Bereg; in particolari i campanili in legno delle chiese di Nyírbátor, Nagyszekeres, Kölcse, Zsurk, Vámosatya, Lónya e Tiszacsécse sono eccezionali reliquie dell'architettura dei campanili. Testimoniano la continuazione del XVII-XVIII secolo di una tecnica di costruzione popolare di origine medievale e rappresentano la trasformazione tipica della regione di un modello sviluppato altrove, creando così nuova qualità. |
|      | Paesaggio culturale delle alture del Balaton                                          | Contea di Veszprém, Contea di Zala | Misto (6269; iv, v, vii)         | 31/08/2017 | Il sito candidato, situato sulla sponda settentrionale del Lago Balaton, comprende le aree protette sia per la natura che per il patrimonio culturale, della penisola di Tihany, del bacino di Tapolca, del bacino di Káli e del lago di Hévíz, nonché le aree, sottoposte a protezione come edifici e monumenti storici, del castello Festetics di Keszthely, del suo parco, del complesso di edifici storici della fattoria Georgikon e del quartiere storico di Balatonfüred. Il fondamento comune e definitivo di queste aree di valore eccezionale, è il loro passato geostorico, i cui processi, compresa la sedimentazione marina e lacustre e l'attività vulcanica hanno creato molteplici strutture geologiche e rocciose su cui un paesaggio armonioso è emerso. Gli uomini, apparsi nella zona in tempi antichi, hanno utilizzato e formato questo paesaggio fino ai nostri giorni adeguandosi alle caratteristiche naturali, che, sulla scia delle interazioni culturali e comunicative dei popoli che hanno vissuto qui - tra cui Celti, Romani e Magiari - sono diventate un paesaggio culturale di eccezionale importanza. |